# ピアノ協奏曲第23番 (モーツァルト)
ピアノ協奏曲第23番 イ長調 K. 488 は、ヴォルフガング・アマデウス・モーツァルトが1786年に作曲したピアノ協奏曲であり、古典派のピアノ協奏曲の最高峰に位置する作品の一つである。

## 概要

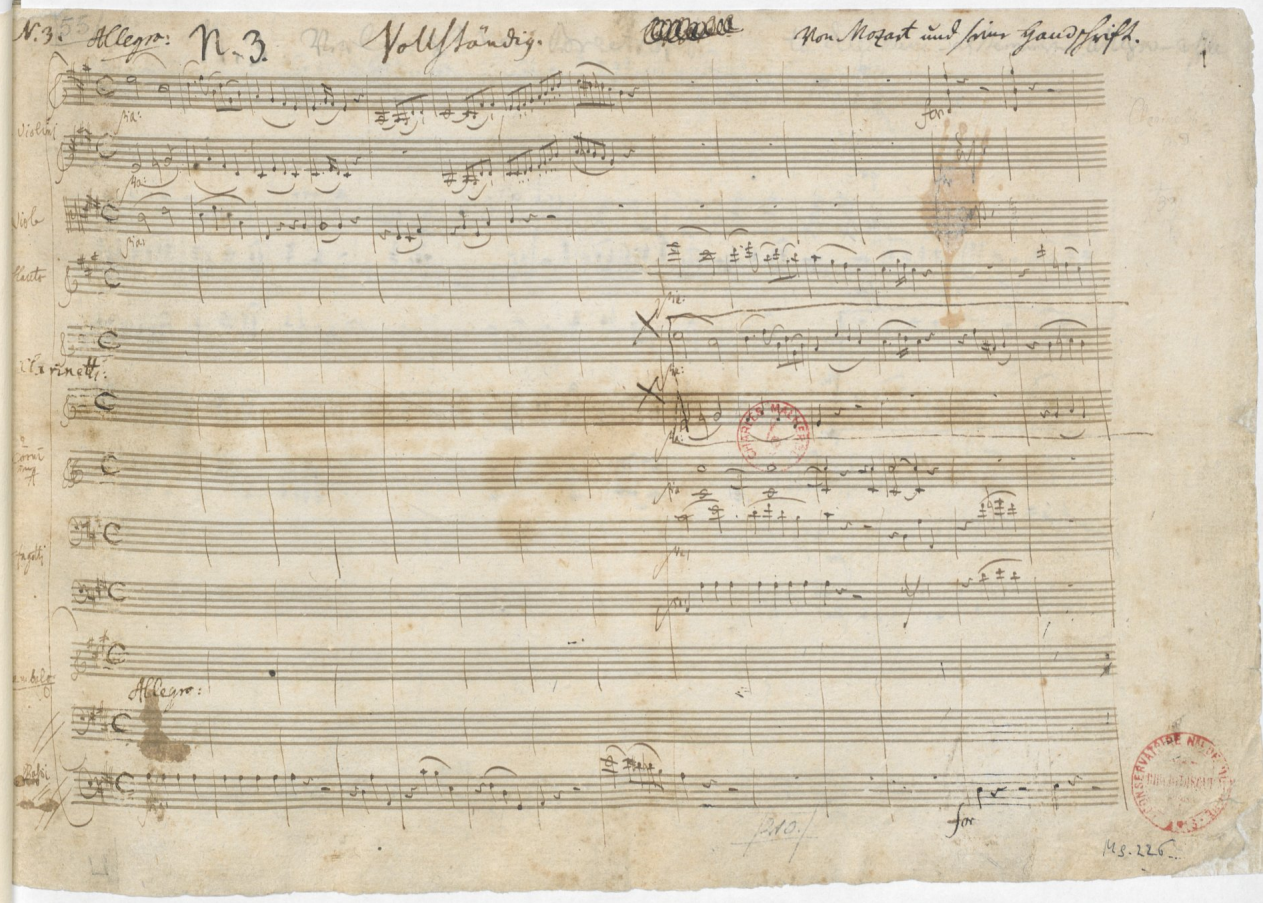
ピアノ協奏曲第23番の自筆譜

モーツァルトは1784年に6曲、1785年に3曲、1786年にも3曲のピアノ協奏曲を作曲している。これらの協奏曲では、形式、楽器の使用法、旋律、和声の点においてハイドンの技法を継承し、高度の完成へ昇華させることに見事に成功している。本作は第24番（K. 491）とともに、1786年に3回開かれたモーツァルトの予約音楽会のために作曲された。
モーツァルトが1784年以来記している自作目録には、この作品の完成日は1786年3月2日と記されており、ウィーンで完成されたことになっている。第1楽章冒頭の自筆譜の数枚が1784年3月から1785年2月によく使用された五線紙であることや、自筆譜のオーボエのパートがクラリネットに書き換えられていることから、1783年から1785年頃の冬のシーズンに作曲に着手した可能性が高い。ウィーン以外の地でも曲の発表を試みていたようで、1786年9月30日付でこの作品の筆写譜をドナウエッシンゲンのフュルステンベルク公爵に提供している。
モーツァルトはこの作品において、ピアノパート全体を最初から完全な形で書き記している。ほかのほとんどの協奏曲においては、自筆による総譜にカデンツァを書き込んでいないが、この作品では第1楽章のカデンツァが完全に記されている。第2楽章にも第3楽章にもカデンツァは置かれておらず、どこにも入る機会が示されていない。絶え間なく華麗なパッセージが現れているために、いつもは非常に好んでいる即興演奏の技法を差し挟む余地を与えなかったことは、この作品が極度に力を集中して作曲されたことを示している。
自筆譜は現在パリ国立図書館に保存されており、侯爵に提供した筆写譜は総譜でベルリン国立図書館、パート譜はウィーン国立図書館に保存されている。

## 楽器編成
独奏ピアノ、フルート、クラリネット2、ファゴット2、ホルン2、弦五部。
モーツァルトの第20番（K. 466）から第26番『戴冠式』（K. 537）までのピアノ協奏曲の中では、唯一トランペットとティンパニを欠いている。
また、モーツァルトは「宮廷に2本のクラリネットがなければ、ヴァイオリンとヴィオラでもよい」と注釈を入れている。

## 曲の構成
全3楽章、演奏時間は約25分。
- 第1楽章 アレグロ
イ長調、4分の4拍子、協奏風ソナタ形式。
お使いのブラウザーでは、音声再生がサポートされていません。音声ファイルをダウンロードをお試しください。
お使いのブラウザーでは、音声再生がサポートされていません。音声ファイルをダウンロードをお試しください。
型どおりの古典派の協奏ソナタ形式。オーケストラが提示した主題をピアノが繰り返す明快な形式である。展開部では、提示部の主題ではなく新しく導入された主題が使われる。

- 第2楽章 アダージョ
嬰ヘ短調、8分の6拍子、三部形式。
お使いのブラウザーでは、音声再生がサポートされていません。音声ファイルをダウンロードをお試しください。
モーツァルトの作品としては珍しく「嬰ヘ短調」という調性が採られているが、これはこの曲の主調であるイ長調の平行調である。また、アダージョの指定もモーツァルトには珍しい。シチリアーノのリズムに基づいた、静かで多少メランコリックな旋律が歌われる。第22番の第2楽章も短調だが、大規模な第22番とは違い、物思いに沈んだように静かで短い曲である。

- 第3楽章 アレグロ・アッサイ
イ長調、2分の2拍子（アラ・ブレーヴェ）、ロンド形式。
お使いのブラウザーでは、音声再生がサポートされていません。音声ファイルをダウンロードをお試しください。
ロンド主題が4回現れる間に、魅力的な副主題がいくつも用いられているのがこの楽章の特徴である。ピアノによる軽快な主題で開始され、第1ヴァイオリンで反復され、管弦楽のみによる経過部に入る。ファゴット、そしてクラリネットの活躍が顕著である。

## 関連作品
- 本作と『クラリネット五重奏曲 イ長調』（K. 581）、『クラリネット協奏曲 イ長調』（K. 622）はいずれも本作と同様にイ長調で書かれており、3曲とも第1楽章の冒頭が似ている。また、本作でもクラリネットが重視されている。
- オーボエをはずしてクラリネットを用いた曲には、『ピアノ協奏曲第22番 変ホ長調』（K. 482）と本作のほかに、『交響曲第39番 変ホ長調』（K. 543）がある。

## 備考
- 薬師丸ひろ子の歌「花のささやき」は、本作の第2楽章の旋律に松本隆が詞を付けたものである。アルバム『花図鑑』、シングル「時代」、CD-BOX『風街図鑑』に収録されている。
- テレンス・マリックの映画『ニュー・ワールド』には、本作の第2楽章が印象的に使われている。
- ニキータ・ミハルコフの映画『シベリアの理髪師』でも他のモーツァルト作品と共に本作の第2楽章が登場する。
- アーマンド・イヌイッチの映画『スターリンの葬送狂騒曲』では本作が登場。冒頭でスターリンがラジオで聞き、その録音盤を欲した曲として登場する他、ラストでフルシチョフたちが鑑賞するコンサートの曲としても登場する。劇中では全楽章が使用されているが、特に第2楽章が印象的に使われている。なお、本作のピアノは劇中ではマリヤ・ユーディナが担当しているが、彼女は実際にこの曲の録音を残している。